# Procesos de recuperación de hidrocarburos a través de productos químicos
El proceso de recuperación de hidrocarburos a través de productos químicos tiene lugar durante la etapa de recuperación terciaria (o recuperación mejorada) de hidrocarburos en un yacimiento. La cual tiene como objetivo liberar el aceite atrapado en el yacimiento a través de la interacción con productos químicos que sean capaces de remover el aceite impregnado en la roca, a través de la modificación de las características originales de la roca y/o fluidos involucrados en el proceso. Entre los productos químicos capaces de esta acción están los tensoactivos, polímeros y geles.